# Fête nationale de l'Acadie

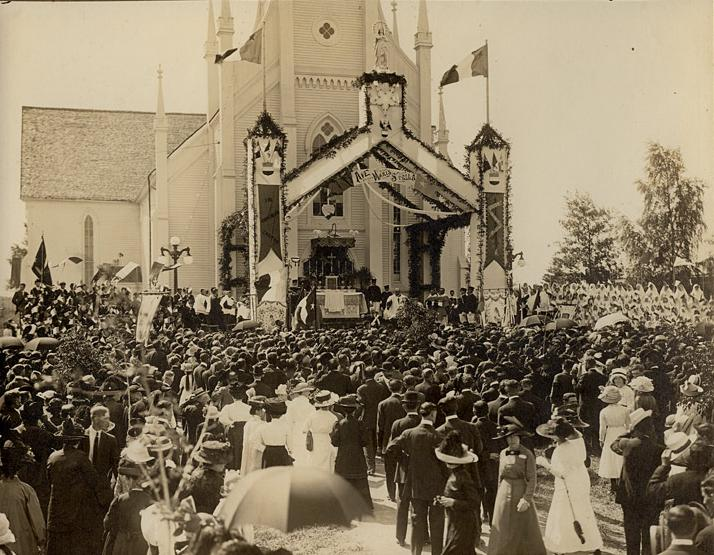
Fête nationale de l'Acadie en 1909 à Shédiac au Nouveau-Brunswick

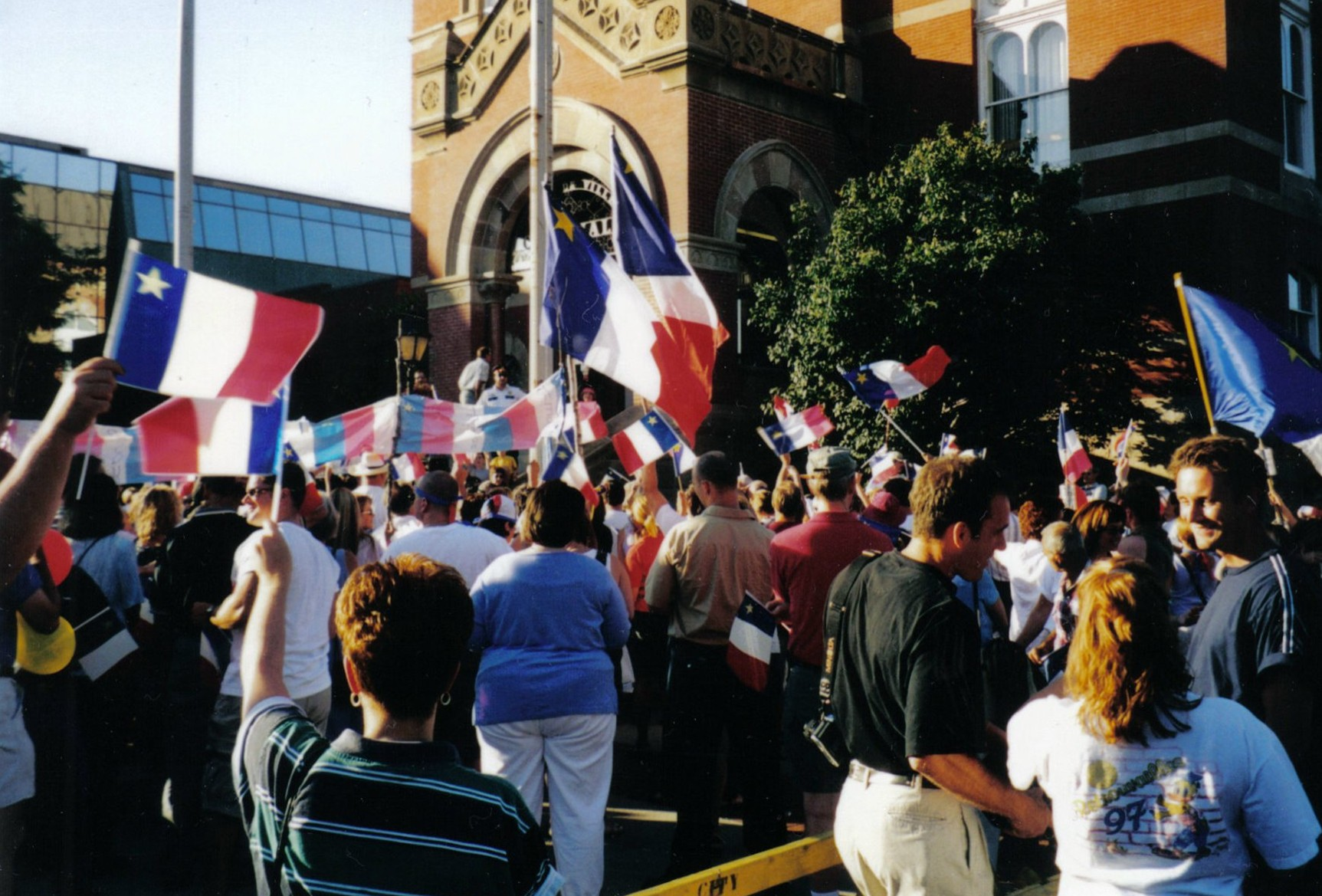
Tintamarre à Fredericton au Nouveau-Brunswick en 2001

La fête nationale de l'Acadie a lieu le 15 août de chaque année depuis 1881.

## Historique
La fête nationale de l'Acadie est le premier des symboles acadiens qui fut choisi. C'est à la première convention nationale qui eut lieu à Memramcook en 1881 que les élites acadiennes eurent le mandat de choisir la date de cette fête. Le choix de la date engendra un débat parmi l'exécutif de la convention.
D'un côté, les uns prônaient le 24 juin, fête de saint Jean-Baptiste (la fête des canadiens-français  devenue aussi par la suite la fête nationale du Québec). De l'autre côté, on préconisait l'adoption de la fête le 15 août, journée de l'Assomption.
Les arguments qu'évoquèrent les pro-24 juin étaient:
1. Les Acadiens doivent s'unir avec les autres Canadiens francophones face à la majorité anglophone du Canada[2].
2. Le 15 août tombe durant les récoltes, donc il serait difficile de chômer pour l'occasion de la fête.

En revanche les pro-15 août affirmaient:
1. Les Acadiens constituent une nationalité distincte et se doivent d'adopter leur propre fête nationale.
2. L'adoption d'une fête nationale distincte de celle du Canada français n'endommagerait pas les liens qui existent entre les deux peuples.
3. Le 24 juin tombe durant les semences, donc il serait également difficile de chômer.
4. Le 15 août est la journée de l'assomption, fête catholique de la Vierge Marie.

À cette époque, bon nombre des élites acadiennes étaient traditionalistes et désiraient la préservation des valeurs de la vieille France, celle de la pré-révolution, qui s'était dédiée durant le XVIIe siècle à la Vierge Marie. Ceci n'empêcha pas l'adoption d'un drapeau tricolore acadien à la convention de Miscouche trois ans plus tard.
L'abbé Marcel-François Richard, qui favorisait la date du 15 août, a vraisemblablement influencé la prise de décision par son discours, dont voici un extrait :

« ... En effet, il me semble qu'un peuple qui, pendant plus d'un siècle d'épreuves et de persécutions, a su conserver sa religion, sa langue, ses coutumes et son autonomie, doit avoir acquis assez d'importance pour mériter qu'il adopte les moyens d'affirmer son existence d'une manière solennelle; et cela ne saurait se faire plus efficacement que par la célébration d'une fête nationale qui lui soit propre... Permettez-moi maintenant de vous signaler quelques-uns des motifs qui doivent vous engager à choisir la reine de l'Assomption comme fête nationale des Acadiens de préférence à la Saint-Jean-Baptiste. Les Canadiens ayant choisi Saint-Jean-Baptiste pour patron, il me semble qu'à moins de vouloir confondre notre nationalité dans la leur, il est urgent pour les Acadiens de se choisir une fête particulière. Il est bon de remarquer que nous ne sommes pas les descendants des Canadiens, mais de la France, et par conséquent je ne vois aucune raison qui nous engage à nous faire adopter la Saint-Jean-Baptiste comme notre fête nationale... Nous devons tâcher de nous choisir une fête qui nous rappelle notre origine. J'ose même affirmer que la fête de l'Assomption a toujours été et doit être toujours la fête nationale des Acadiens, descendants de la race française. Louis XIII a fait vœu de consacrer son empire à la Sainte Vierge et il voulut que la fête de l'Assomption fût la fête nationale du royaume. Or peu d'années plus tard, il envoya des colons prendre possession de l'Acadie. Ils ont dû par conséquent emporter avec eux les usages et les coutumes de leur patrie, et si des circonstances malheureuses les ont empêchés de chômer leur fête nationale d'une manière régulière, il est pourtant vrai de dire que la dévotion nationale des Acadiens, c'est la dévotion à Marie. »

] 
C'est finalement le 15 août qui fut choisi par les membres de la convention.
Depuis le 19 juin 2003, une « Journée de la fête nationale des Acadiens et des Acadiennes » existe en vertu d'une loi adoptée par le Parlement du Canada.